# Søvnryk
Søvnryk (ekstrapyramidal muskelaktivitet) er ufrivillige bevægelser, der sker, lige før man falder i søvn.

## Eksterne henvisnininger
- Hvorfor spjætter vi inden drømmeland?, videnskab.dk

| Anatomi | Spire Denne artikel om anatomi er en spire som bør udbygges. Du er velkommen til at hjælpe Wikipedia ved at udvide den. |